# Yepes (Toledo)
Yepes ist eine Kleinstadt und eine zentralspanische Gemeinde mit 5.541 Einwohnern (Stand: 2024) in der Provinz Toledo der Region Kastilien-La Mancha. Das historische Ortszentrum ist als Nationales Kulturgut (Bien de Interés Cultural) in der Kategorie Conjunto histórico-artístico anerkannt.

## Lage und Klima
Die Kleinstadt Yepes liegt im Norden der historischen Landschaft der La Mancha ca. 40 km (Fahrtstrecke) östlich der Stadt Toledo in einer Höhe von ca. 700 m; die ebenfalls historisch bedeutsame Stadt Aranjuez befindet sich nur etwa 17 km nördlich. Das Klima im Winter ist rau, im Sommer dagegen trocken und warm; der spärliche Regen (ca. 435 mm/Jahr) fällt überwiegend in den Wintermonaten.

## Bevölkerungsentwicklung
| Jahr      | 1857  | 1900  | 1950  | 2000  | 2017  |
| Einwohner | 3.193 | 2.636 | 4.398 | 4.358 | 5.074 |

Die Zuwanderung aus den ländlichen Regionen des Umlandes hat ganz wesentlich zu der kontinuierlichen Zunahme der Einwohnerzahlen beigetragen.

## Wirtschaft
Das Umland von Yepes war und ist im Wesentlichen landwirtschaftlich geprägt; die Menschen lebten weitgehend als Selbstversorger. Die Stadt selbst diente als handwerkliches und merkantiles Zentrum für die umliegenden Dörfer. Mittlerweile gibt es mehrere Steinbrüche und ein Zementwerk in der Umgebung. Seit den 1960er Jahren gewinnt auch ist der Tagestourismus zunehmend an Bedeutung.

## Geschichte
In keltischer und römischer Zeit lautete der Name des Ortes wahrscheinlich Hippo oder Hippona; unter den Mauren entstand der heutige Name bzw. seine Abwandlung Hepes. Nach erfolgreicher Rückeroberung (reconquista) im Jahre 1085 durch die Christen unter der Führung des leonesisch-kastilischen Königs Alfons VI. wurde die Gegend wiederbesiedelt (repoblación). In einem Dokument des Jahres 1212 wird der Ort als kleines Dorf (aldea) beschrieben. Seit dem ausgehenden 15. Jahrhundert blühte der Ort auf und erhielt den Beinamen Toledillo („Klein-Toledo“).

## Sehenswürdigkeiten
- Die mittelalterliche Stadt war von einer Mauer umgeben, von der sich noch mehrere Tore erhalten haben, darunter die Puerta de Toledo.
- Wichtigstes religiöses Bauwerk der Stadt ist die von Alonso de Covarrubias um die Mitte des 16. Jahrhunderts entworfene Kollegiatkirche San Benito Abad. Sie ist dem hl. Benedikt von Nursia geweiht und präsentiert sich im Äußeren eher streng und schmucklos, doch ein reich gegliedertes Renaissanceportal weist auf die Bauzeit hin. Das Innere ist als dreischiffige Hallenkirche mit Sterngewölben konzipiert; der mit zahlreichen Bildtafeln mit Szenen aus dem Leben und der Passion Christi versehene Hochaltar ist ein Werk von Luis Tristán aus dem Jahr 1616.[5]
- Im ausgehenden 15. Jahrhundert ließ der toledanische Bischof Alfonso Carrillo de Acuña einen Palast erbauen, der in seiner Schmucklosigkeit und architektonischen Strenge deutlich vom Herrera-Stil beeinflusst ist.
- Eine Gerichtssäule (rollo oder picota) aus dem 15./16. Jahrhundert ist ein Zeichen städtischer Unabhängigkeit.
- Mehrere am Ortsrand befindliche Brunnenanlagen, darunter auch die Fuente de los 3 caños, dienten auch als Viehtränken (abrevaderos) und Waschplätze (lavaderos).

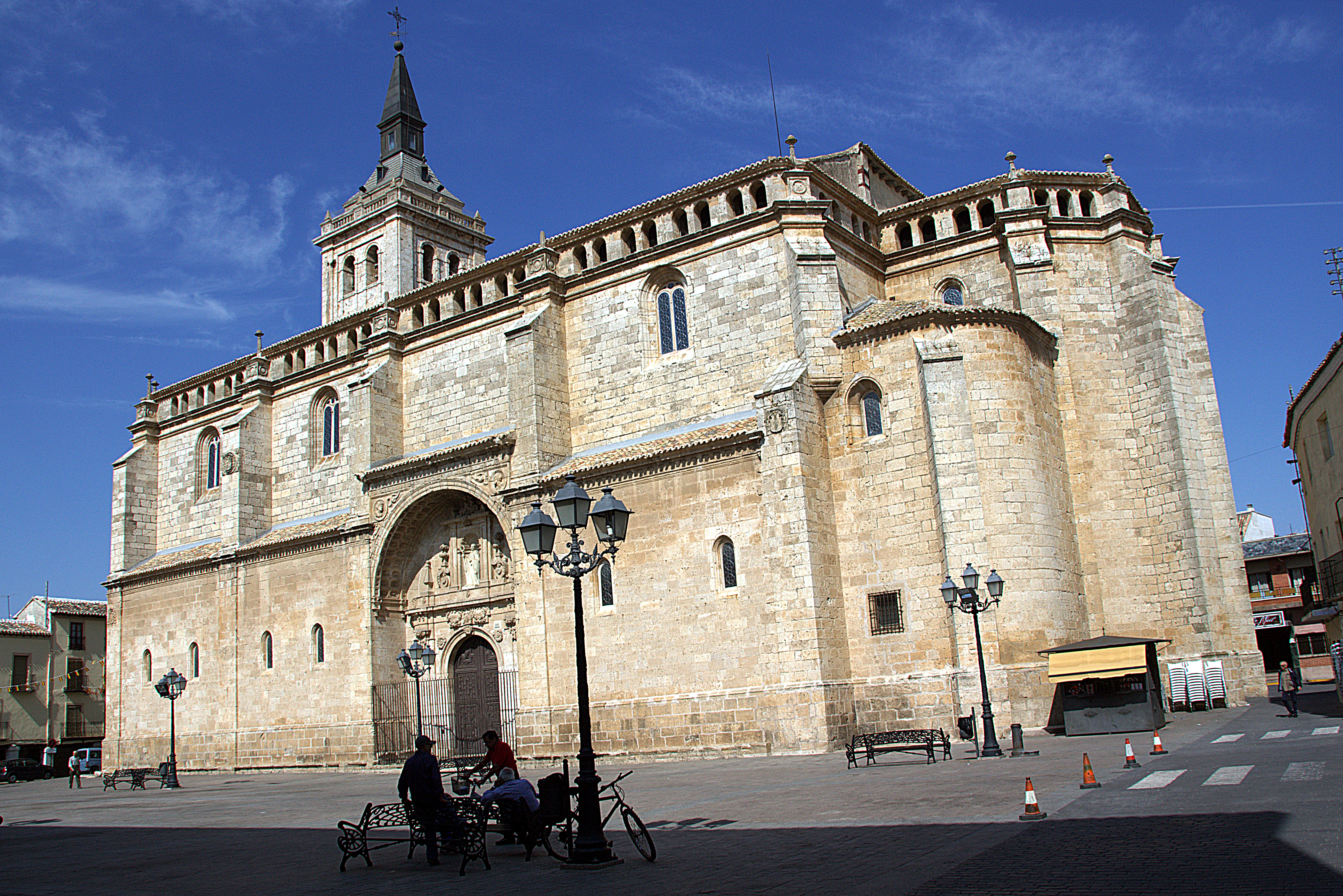
Iglesia San Benito Abad
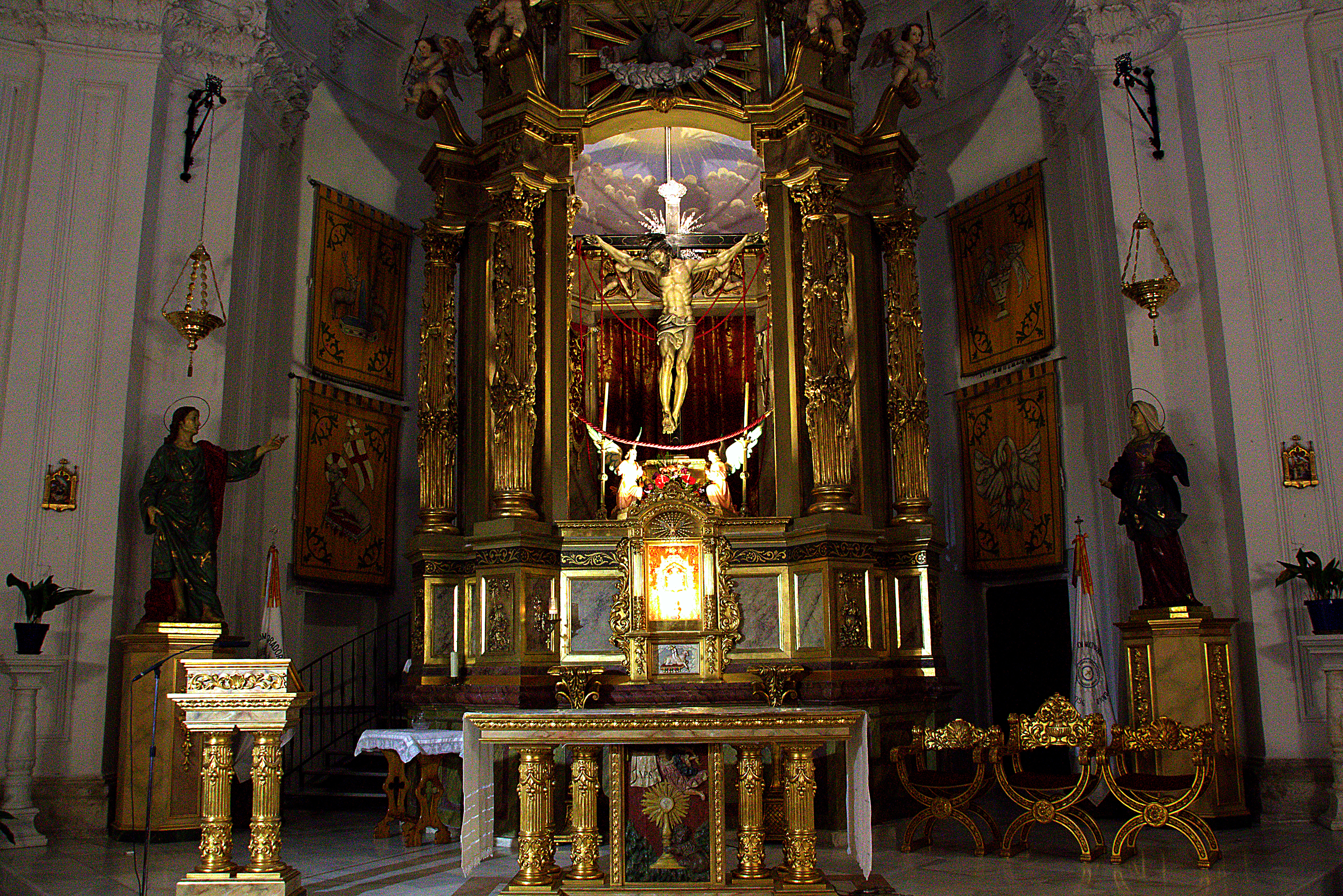
dto., Capilla del Cristo
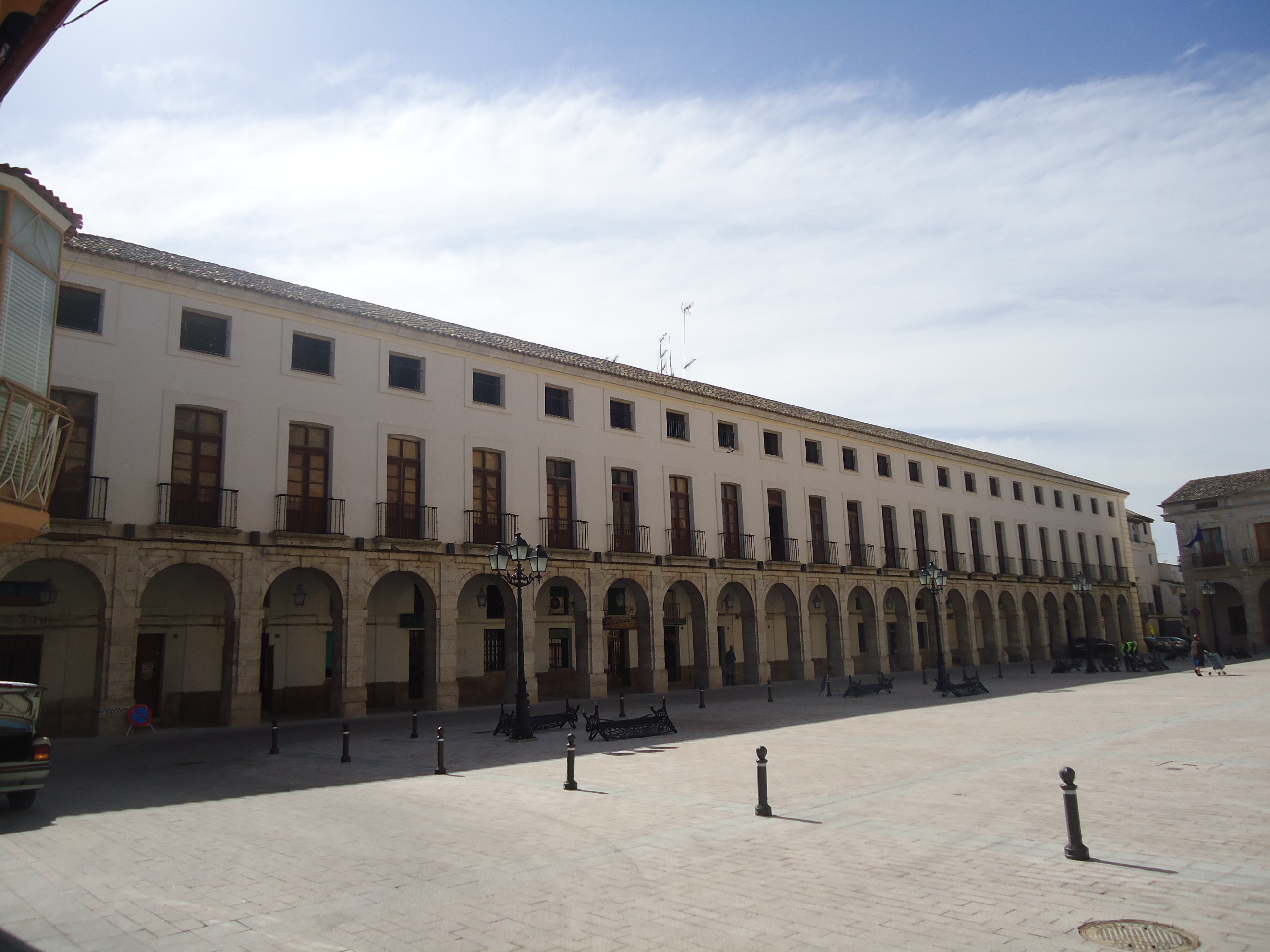
Palacio arzobispal
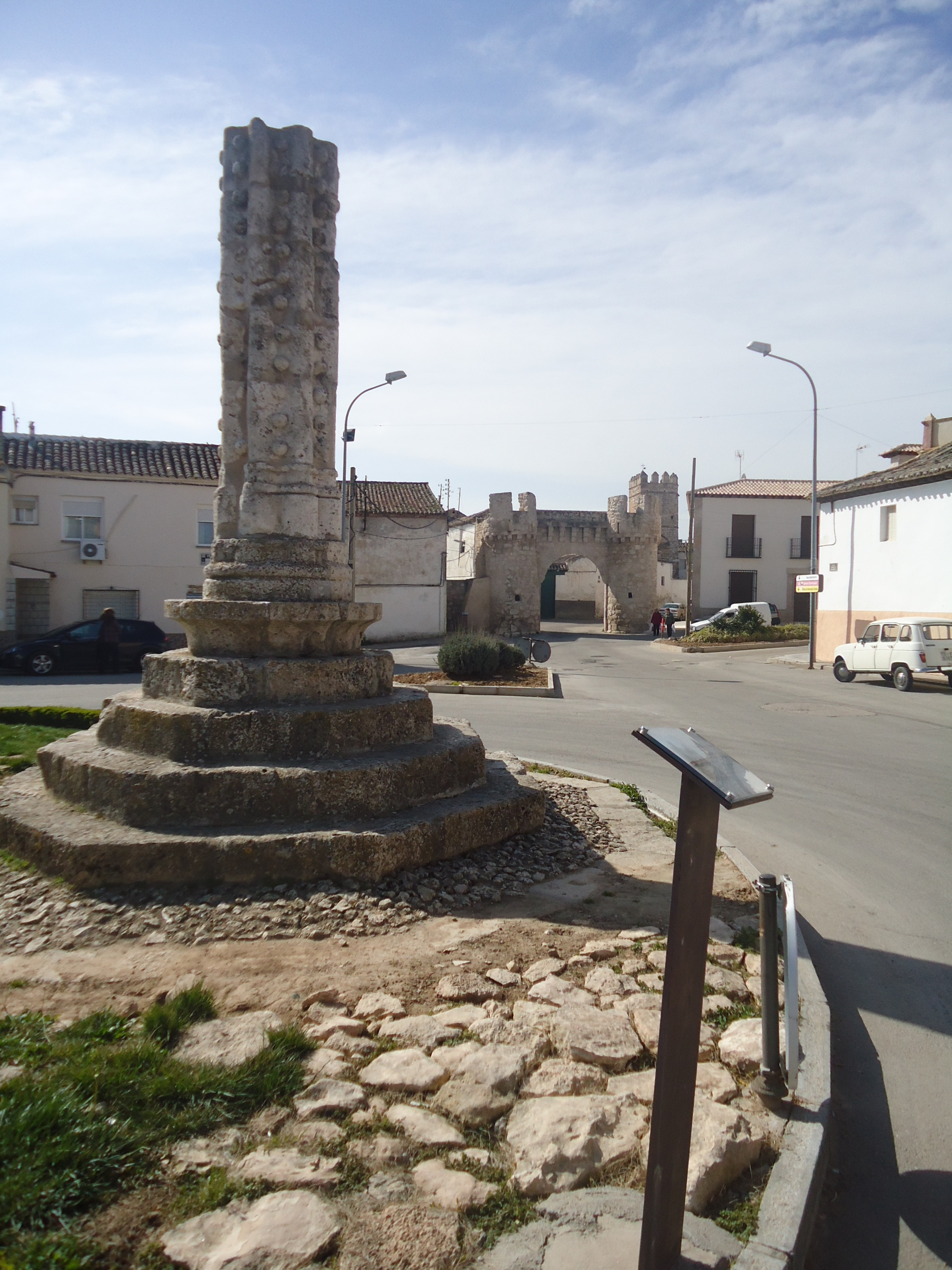
Gerichtssäule (rollo oder picota)
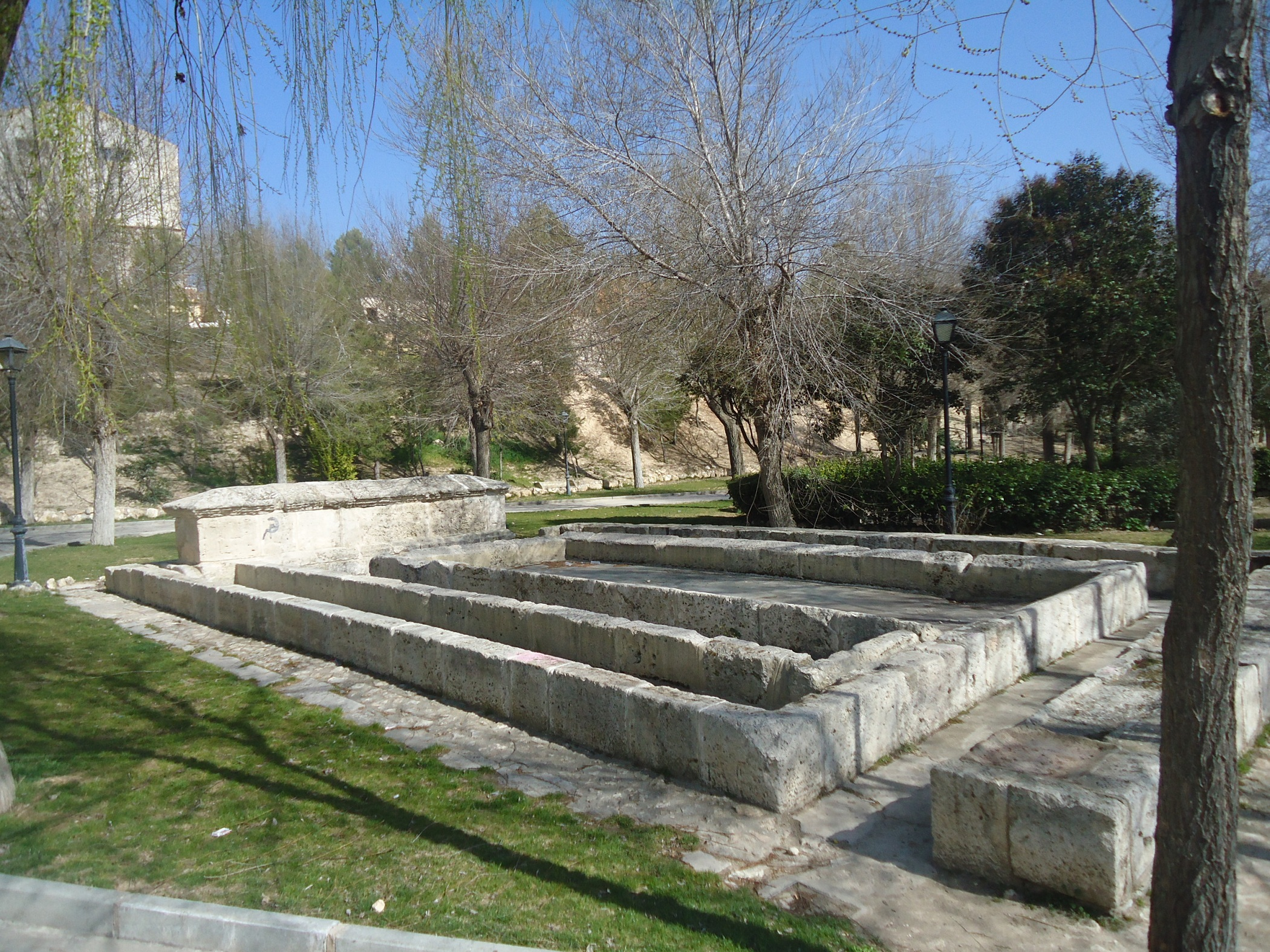
Fuente de los 3 caños